# 불가리아 국제 라디오

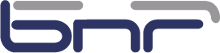

불가리아 국제 라디오(불가리아어: Радио България/Българско Национално Радио БНР Radio Bulgaria 약칭 BNR )는 불가리아의 국제 라디오 방송이다. 1930년 3월 30일에 로드노 라디오라는 이름으로 개국했다. 뉴스 방송은 같은 해 6월에 시작했다.
BNR는 불가리아의 2개의 라디오 방송국인 호러즌 라디오과 흐리스토 보테프라고 불리는 라디오 불가리아보다 11개 언어(불가리아어, 러시아어, 영어, 독일어, 프랑스어, 에스파냐어, 세르비아어, 튀르키예어, 그리스어, 아랍어)로 전 세계를 향하여 방송한다. 인터넷으로도 방송을 청취할 수 있다.